# Адмиралтейская улица (Астрахань)
Адмиралте́йская улица — одна из основных улиц Астрахани, пересекающая весь центральный остров с юга на север и затем с севера на юг, проходя через исторический район Коса и отделяя его от Белого города. Продолжается за Кутумом, заходя в историческую слободу Селение на территории Ленинского района. Начинается от Таможенного моста через канал имени Варвация у Лебединого озера, проходит мимо площадей Ленина и Октябрьской, огибая Астраханский кремль с западной стороны. Пересекает несколько важнейших улиц центральной части Астрахани, включая Никольскую и Свердлова и заканчивается на углу с улицей Анри Барбюса под Новым мостом, соединяясь также Y-образным перекрёстком с улицей Куйбышева.

## История
Основная часть застройки улицы сформировалась к XIX веку, в результате чего она протянулась на современную длину. В 1900-х годах по улице была проложена одна из первых трамвайных линий; до начала реконструкции системы в 1952—1959 годах на месте сквера Ульяновых находилось трамвайное кольцо; в ходе реконструкции центральный участок линии был перенесён на улицу Фиолетова, и в таком виде линия просуществовала до лета 2005 года.
В 1920—2007 годах носила имя Андрея Ивановича Желябова. Смена табличек с возвращением исторического названия началась с домов № 5 и 53а (проходная Центрального грузового порта Астрахани) в июле 2007 года, однако ещё около 2,5 лет табличка с надписью «Улица Адмиралтейская, 5» соседствовала на стене дома с мемориальной доской в честь Желябова; также не сразу к историческому названию вернулся магазин «Гефест», находившийся до 2010 года в доме № 32. Окончательно смена табличек была реализована к лету 2009 года.

## Галерея
- Адмиралтейская улица, 4-6-8 вид с Лебединого озера
- Адмиралтейская улица, 5
- Адмиралтейская улица, 28 левая сторона
- Адмиралтейская улица, 28 правая сторона
- Адмиралтейская улица, 32
- Адмиралтейская улица, 58

## Примечательные здания
На Адмиралтейской улице расположен ряд торгово-офисных и административных учреждений: центральный офис Астраханьрегионгаза, областное Министерство образования и науки Астраханской области, торговый центр «Премиум холл», торгово-офисный центр «Кристалл», мировые судьи Кировского и частично Советского районов Астрахани, МФЦ Кировского района, реконструированный из дома быта в 2007—2010 годах, ТЦ «Адмиралтейский», переоборудованный из части помещений бывшего завода имени Урицкого, занятый гипермаркетами «Элко» и «М.Видео»). Также на Адмиралтейскую улицу выходит северо-западный участок стены Астраханского кремля, вдоль которой с внешней стороны имеется пешеходная тропинка. Напротив площади Ленина располагается генеральное консульство Ирана.

### Галерея
- Министерство образования и науки Астраханской области